# Les Stentors
Pour les articles homonymes, voir Stentor (homonymie).
Les Stentors est un groupe de chanteurs d’opéra composé du baryton Vianney Guyonnet et des ténors Mowgli Laps et Mathieu Sempéré. Le groupe se consacre à la reprise de chansons françaises.

## Historique
En 2012, le groupe se fait connaître grâce au succès commercial de son premier album Voyage en France, constitué de reprises d'anciennes chansons françaises.
Cet album se classe numéro 1 des ventes en France en mai et juin 2012 durant trois semaines non consécutives. Fin juin 2012, l'album est vendu à 111 711 exemplaires, ce qui correspond au seuil du disque de platine.
Il est triple disque de platine, avec plus de 350 000 exemplaires vendus.
En 2012, ils reprennent Je viens du sud de Michel Sardou. Ils font au Palais Omnisports de Paris-Bercy, les 12, 13 et 14 décembre 2012, la première partie de Michel Sardou, en interprétant avec lui Je viens du sud.
En 2013, ils enregistrent un nouvel album intitulé Une histoire de France, reprenant des chansons d'autrefois qui ont marqué leur histoire familiale. La chanson la plus récente reprise dans l'album est Le Déserteur, sortie pour la première fois en 1954, la plus ancienne, Le Temps des cerises, datant de la fin du XIXe siècle. L'album est sorti en France le 20 mai 2013.
Le troisième album des Stentors sort le 29 septembre 2014. Rendez-vous au cinéma rassemble les chansons phare de films à succès, comme Vois sur ton chemin, premier single extrait de la bande originale du film Les Choristes, Nous voyageons de ville en ville, issu des Demoiselles de Rochefort, ou encore I Want to Spend My Lifetime Loving You, reprise du Masque de Zorro, de Martin Campbell
En février 2015, Sébastien Lemoine quitte le groupe des Stentors. Il est remplacé par le baryton Jean-Philippe Catusse, lui-même remplacé dès 2016 par Christian Helmer.
En avril 2017, le nouveau quatuor sort l'album Ma Patrie regroupant des chansons consacrées à la France dont la Complainte du partisan, Ma France, Le Soldat, Douce France et la Marseillaise. Il inclut la chanson Allumons les esprits composée en piochant dans les vers de l'Écrit après la visite d’un bagne (1853) de Victor Hugo et une création de Vianney Guyonnet, l'Apatride.
En novembre 2017 sort le nouvel album Les Stentors Chantent Noël. Ils reprennent les grands classiques qui illuminent les fêtes de fin d’année : Petit Papa Noël, Vive le vent, Il est né le divin enfant, Douce nuit, sainte nuit… Pour créer des ponts entre tradition et modernité, deux tubes plus récents figurent dans cet opus : Have Yourself a Merry Little Christmas de Judy Garland et All I Want for Christmas Is You de Mariah Carey.
En 2018, le groupe repart en tournée avec un nouveau spectacle Ma patrie avec orchestre, et c'est désormais le baryton Jean Philippe Catusse qui succède à Christian Helmer. Cette même année, ce dernier quitte officiellement le groupe en raison de sa carrière d'opéra et de nombreux contrats. L'album Un Tour de France devant sortir courant 2018 sera donc mené par les ténors Mathieu Sempéré et Mowgli Laps et le baryton Vianney Guyonnet.

## Discographie

### Albums
- 2010 : Les Stentors (uniquement disponible à ce jour en Suisse)
- 2012 : Voyage en France
- 2013 : Une Histoire de France
- 2014 : Rendez-Vous Au Cinéma
- 2017 : Ma Patrie
- 2017 : Les Stentors Chantent Noël
- 2018 : Un Tour en France
- 2022 : 10 ans d'amour

### Singles
- 2012 : Les Corons
- 2012 : Chanson pour l'Auvergnat
- 2012 : Châtelet les Halles
- 2012 : Ma joie, en duo avec Natasha St-Pier sur l'album de celle-ci : Thérèse, vivre d'amour
- 2013 : Le Chant des partisans
- 2013 : Mon amant de Saint-Jean
- 2013 : Les Roses blanches
- 2014 : Vois sur ton chemin
- 2017 : La Complainte du Partisan
- 2022 : César aurait cent ans